# Stupeň Rankina
Stupeň Rankina (značený °R) je zastaralá jednotka teploty, kterou v roce 1859 vytvořil skotský inženýr a fyzik William John Macquorn Rankine.
Základním bodem stupnice je teplota absolutní nuly, které je přiřazena hodnota 0 °R a jeden stupeň Rankina odpovídá stejnému rozdílu teploty jako 1 stupeň Fahrenheita. Teplota tání vody odpovídá hodnotě 491,67 °R.

## Převodní tabulka
| Kelvin     | [K] = [°R] · 5/9                                            | [°R] = [K] · 9/5                                           |
| Celsius    | [°C] = [°R] · 5/9 − 273,15                                  | [°R] = ([°C] + 273,15) · 9/5                               |
| Fahrenheit | [°F] = [°R] − 459,67                                        | [°R] = [°F] + 459,67                                       |
| Réaumur    | [°Ré] = ([°R] · 5/9 - 273,15) · 4/5 = ([°R] - 491,67) · 4/9 | [°R] = ([°Ré] · 5/4 + 273,15) · 9/5 = [°Ré] · 9/4 + 491,67 |
| Newton     | [°N] = ([°R] − 491,67) · 11/60                              | [°R] = [°N] · 60/11 + 491,67                               |
| Rømer      | [°Rø] = ([°R] − 491,67) · 7/24 + 7,5                        | [°R] = ([°Rø] − 7,5) · 24/7 + 491,67                       |
| Delisle    | [°De] = (671,67 − [°R]) · 5/6                               | [°R] = 671,67 − [°De] · 6/5                                |

## Teplotní stupnice
|         |                      | Škála      | Škála         | Škála        | Škála      | Škála        |
| Kelvin  | Rankin               | Fahrenheit | Celsius       | Réaumur      |            |              |
| ------- | -------------------- | ---------- | ------------- | ------------ | ---------- | ------------ |
| Teplota | Absolutní nula       | 0 K        | 0 °Ra         | −459.67 °F   | −273.15 °C | -218.52 °Ré  |
| Teplota | Teplota tuhnutí vody | 273.15 K   | 491.67 °Ra    | 32 °F        | 0 °C       | 0 °Ré        |
| Teplota | Teplota varu vody    | 373.1339 K | 671.64102 °Ra | 211.97102 °F | 99.9839 °C | 79.98712 °Ré |